# Kara-Balta
Kara-Balta (kirgisisch und russisch Кара-Балта), mit der Bedeutung „schwarze Axt“, ist eine Stadt im kirgisischen Oblus Tschüi mit 52.499 Einwohnern (Stand 2022).

## Geografische Lage
Kara-Balta ist Verwaltungszentrum des Rajons Dschajyl. Mit etwa 52.500 Einwohnern ist es nach Tokmok die zweitgrößte Stadt des Gebiets. Kara-Balta liegt im Kirgisischen Gebirge in der Nähe der Grenze zu Kasachstan und 62 Kilometer westlich der kirgisischen Hauptstadt Bischkek entfernt. Durch die Stadt fließt der gleichnamige Fluss. Im Westen schließen sich die Vororte Alexejewka und Wosnessenowka direkt an Kara-Balta an.

## Geschichte
Nahe Kara-Balta befinden sich die Ruinen von Schisch Debe, der ältesten städtischen Siedlung in Nord-Kirgisistan. Sie war zwischen dem 6. und 12. Jahrhundert bewohnt und wird häufig mit der Stadt Nusket gleichgesetzt. Ausgrabungen in den 1960er und 1970er Jahren brachten 8000 Silber- und Kupfermünzen zu Tage.
Die Stadt entstand im Jahre 1975 durch die Verschmelzung der drei Siedlungen Kara-Balta, Kosch Tegirmen und Kalininskoje. Die Bevölkerungszählung von 1979 ergab 47.300 Einwohner, die Zählung 1999 ergab 47.400 Einwohner. In Kara-Balta leben vor allem Kirgisen und Russen, daneben kleinere Gruppen von Ukrainern und Kasachen. Die deutsche Bevölkerungsgruppe hat die Region in den 1990er Jahren fast zur Gänze verlassen.

## Kirche

### Evangelisch-lutherisch
In Kara-Balta besteht eine Gemeinde der Evangelisch-Lutherischen Kirche in der Kirgisischen Republik (ELKKR). Sie wird vom Pfarrer aus Belowodskoje betreut.

## Wirtschaft
Die Stadt lebt vor allem von der Leichtindustrie und der Verarbeitung landwirtschaftlicher Produkte. Die auf die Verarbeitung von Uranerz zu Uranoxid und Produktion von Molybdän spezialisierte hydro-metallurgische Fabrik Bergbaukombinat Kara-Balta wurde 1955 errichtet. Zwischen 1989 und 1997 war die Uranverarbeitung eingestellt, inzwischen verarbeitet das Unternehmen auch andere Produkte. Kara-Balta ist ein strategisch wichtiger Punkt an der Bahnstrecke Lugowoi–Bischkek, hier befindet sich ein Stützpunkt des russischen Militärs. Auch der Fußballclub Chimik Karabalta, ein kirgisischer Erstligist, hat seinen Sitz in der Stadt.

## Verkehr
Die Stadt liegt an der Bahnstrecke Lugowoi–Bischkek. Kara-Balta liegt zudem an der Fernstraße M39, die Bischkek mit der kasachischen Stadt Taras verbindet und als Teil der Europastraße 40 gilt. Hier zweigt die Fernstraße M41 von der M39 ab und führt weiter nach Süden.

## Sport
Der Fußballverein FK Kara-Balta aus Kara-Balta spielt aktuell (2023) in der kirgisischen Top Liga. Heimstadion ist das Stadion Manas.

## Söhne und Töchter der Stadt
- Suleichan Bagalowa (* 1945), tschetschenische Schauspielerin
- Peter Neustädter (* 1966), deutsch-kasachischer Fußballspieler
- Alexander Agarin (* 1973), kirgisisch-ukrainischer Fußballspieler
- Vitalij Lux (* 1989), kirgisischer Fußballspieler